# Midas (Nevada)
Midas é uma pequena vila e área não incorporada  no condado de Elko, no estado de Nevada, nos Estados Unidos. Se bem que  a população tenha flutuado ao longo dos anos e muitas vezes aparece nas listas das cidades fantasmas, nunca foi completamente abandonada.

## História
Em junho de 1907, James McDuffy descobriu ouro em Owyhee Bluffs no condado de Elko. Duas vilas,  Gold Circle e Summit foram criadas. Summit desapareceu em 1909 e o governo federal mudou o nome de  Gold Circle para Midas.